# Reprezentacja Rumunii na Mistrzostwach Świata w Narciarstwie Klasycznym 2007
Reprezentacja Rumunii na Mistrzostwach Świata w Narciarstwie Klasycznym 2007 liczyła 2 sportowców. Najlepszym wynikiem było 36. miejsce Zsolta Antala w biegu mężczyzn na 15 km. Prócz niego kwalifikacjach do obu konkursów skoków narciarskich brał także udział Mihai Damian, ale nie zakwalifikował się do żadnego z nich (64. miejsce na HS 134 i 61. na HS 100).

## Medale

### Złote medale
Brak

### Srebrne medale
Brak

### Brązowe medale
Brak

## Wyniki

### Biegi narciarskie mężczyzn
Sprint
- Zsolt Antal - 54. miejsce

Bieg na 15 km
- Zsolt Antal - 36. miejsce

Bieg na 30 km
- Zsolt Antal - 52. miejsce

Bieg na 50 km
- Zsolt Antal - nie ukończył